# Psychoda parsivena
Psychoda parsivena és una espècie d'insecte dípter pertanyent a la família dels psicòdids.

## Descripció
- La placa subgenital de la femella és bilobulada i molt més ampla a la base que a l'àpex.[5][6]

## Distribució geogràfica
Es troba a Borneo, les illes Filipines (Negros i Mindanao), la Micronèsia (les illes Carolines) i Nova Guinea (Nova Bretanya i Nova Irlanda).